# Rダーター
R-ダーターはアクティブレーダーホーミング追尾装置によって誘導される視程外射程 (BVR) 空対空ミサイルである。南アフリカ共和国のデネル ダイナミックスで設計、生産された。
Rダーターはイスラエルのダービーと類似しており、外観の相違点は前方可動翼の後方の小翼の有無程度で、ほぼ同様の機能を有する。開発にあたって関与があったことが国際的なメディアで繰り返し報じられているにもかかわらず、プロジェクトに関わった南アフリカのエンジニアはイスラエルの関与がなかったと述べている（しかし、1980年から始まったダービーの開発時に南アフリカは、開発プログラムに参加し、数年後に資金を提供している）。

## 運用
ミサイルは南アフリカ空軍のアトラス・チーター戦闘機に装備され、2008年4月に引退した。
ブラジル空軍はRダーターをF-5戦闘機で使用するために評価すると述べ、デネルは試験で使用する為に有効期限の近いミサイルを安値で提供する予定である。
2010年の報告ではRダーターはパキスタン空軍によって運用中であるとされた。ディフェンスウェブではデネル社がパキスタンへ売却した記録は無かったが2010年発行のミリタリーバランスに記載された国際戦術研究所の調査ではパキスタン空軍は"Rダーター"視界外射程ミサイルを運用するとされる。